# چغور پغور

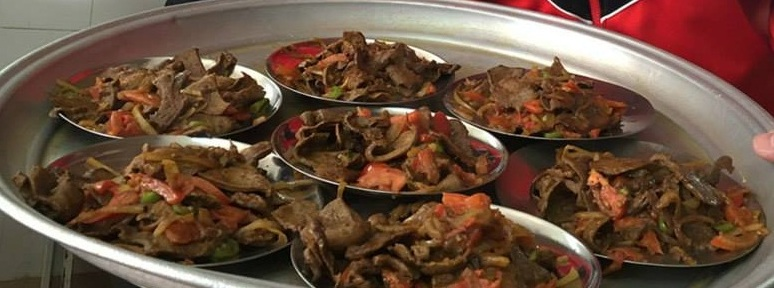
چغور پغور

چغور پغور یک غذای سنتی ایرانی است که بیشتر در مناطق شمالی ایران و زنجان محبوبیت دارد. این غذا شامل جگر، دل و قلوه، و سایر اعضای داخلی پرندگان و دام‌ها می‌شود که با پیاز و ادویه‌جات مختلف طبخ می‌شود. جغول بغول معمولاً با نان و سبزیجات محلی سرو می‌شود و طعم خاص و بی‌نظیری دارد. این غذا به دلیل استفاده از مواد مغذی و پروتئینی بالا، بسیار مقوی و سالم است. این غذا ثبت ملی شده است.

## غلط مصطلح
گاهی به اشتباه به چغور پغور واویشکا می‌گویند. چغور پغور معمولاً از جگر و شش گوسفندی تهیه می‌شود درحالی که واویشکا از گوشت چرخی، گوشت تکه‌ای یا گوشت مرغ تهیه می‌شود.

## دستور پخت
دل، قلوه و جگر را پس از تمیز کردن و شستن به قطعات یک اندازه برش می‌دهند.
پیاز را در تابه‌ای حاوی کره و کمی روغن مایع، روی حرارت ملایم تفت می‌دهند سپس رزماری، آویشن و سیر را به آن می‌افزایند و کمی دیگر تفت می‌دهند. قطعات دل و قلوه را اضافه کرده و به‌مدت ۱۰ دقیقه تفت می‌دهند تا آبِ آن کشیده شود. در آخر، جگر را فزوده و تمام مواد را با یکدیگر تفت می‌دهند.
رب گوجه‌فرنگی را در تابه‌ای دیگر حاوی روغنِ داغ تفت می‌دهند تا خوش‌رنگ شود، سپس آن را به تابه حاوی جگر اضافه کرده و می‌گذارند روی حرارت ملایم به‌مدت ۳۰ دقیقه بپزد.
در این فاصله، سیب‌زمینی را در تابه‌ای جداگانه حاوی روغنِ داغ سرخ کرده سپس آن را به‌همراه آب‌غوره، کمی نمک و فلفل به تابه اضافه می‌کنند و به‌مدت ۱۵ دقیقه دیگر می‌پزند. در ۵ دقیقه آخر پخت، جعفری را به آن افزوده، سپس آن را در ظرف مورد نظر ریخته و به‌همراه نان تازه سرو می‌کنند.

## نام‌های دیگر
این غذا در جاهای مختلف ایران، نام‌های مختلفی دارد. از جمله:
- حسرت الملوک (کرمان)
- جغول بغول (زنجان)
- جئز بئز (آذربایجان)
- هگیس (اسکاتلند)

## ماجرای جالب نام حسرت الملوک
روایات مختلفی دربارهٔ اینکه این غذا به حسرت الملوک معروف است، ثبت شده. در یکی از آنها گفته می‌شود که ناصر الدین شاه قاجار از خیابانی عبور می‌کرده که بویی از مغازه‌ای کوچک که چغور پغور در آن پخته می‌شده است، او را مدهوش می‌کند، اما به دلیل این که در شأن و مقام ملوکانه او نبوده است در آن مغازه کوچک غذای ارزان بخورد، به کاخ بازمی‌گردد و نام این غذا را حسرت الملوک می‌نامد؛ یعنی پادشاهان حسرت خوردن این غذا را دارند.
روایت دیگری نیز هست که روزی ناصرالدین شاه با خانواده خود از زنجان عبور می‌کرده و یک شب را در این شهر اتراق می‌کند و همسرش که آن زمان باردار بوده بوی این غذا (جغور بغور) را می‌فهمد ولی برای تهیه آن وقت نمی‌کنند و قافله حرکت کرده و خانواده ناصرالدین شاه از زنجان می‌روند.
دیری نمی‌گذرد که همسر ناصر الدین شاه دچار بیماری می‌شود و پس از انجام دوا و درمان فراوان که بی‌نتیجه می‌ماند به این نتیجه می‌رسند که او به خاطر نخوردن غذایی که دیده یا بوی آن را استنشاق کرده دچار بیماری شده است.
تعدادی از کارگران پادشاه به زنجان می‌آیند و از غذا تهیه می‌کنند و برای همسر پادشاه می‌برند و او با خوردن آن دوباره سلامتی خود را بازمی‌یابد و بعد از آن روز نام این غذا به عنوان «حسرت الملوک» در خاطره‌ها ثبت می‌شود.